# Sea Island (Georgia)
Sea Island ist eine Insel im Atlantik, die zu den Golden Isles of Georgia gehört. Sie ist eine 8 Kilometer lange und an ihrem breitesten Punkt 2,5 Kilometer breite Insel, die zum US-Bundesstaat Georgia gehört. Über eine Brücke ist die Insel mit St. Simons Island, ihrer größeren Nachbarinsel im Westen, verbunden. Die nächstgelegene Stadt auf dem amerikanischen Festland ist Brunswick im Südosten des Staates Georgia.
International bekannt wurde Sea Island, als dort vom 8. Juni bis zum 10. Juni 2004 der G8-Gipfel der führenden Industrienationen stattfand. Tagungsstätte war das Cloister Resort and Hotel.